# ヤロスラフ・サカラ
ヤロスラフ・サカラ（Jaroslav Sakala、1969年7月14日 - ）は、チェコ共和国、モラヴィア・スレスコ州Krnov出身の元スキージャンプ選手。1990年代にチェコスロバキア代表およびチェコ代表として活躍した。

## プロフィール
1989年1月15日地元ハラコフのスキージャンプ・ワールドカップで国際大会デビュー。
1992年アルベールビルオリンピック団体戦で銅メダルを獲得。
1992/93シーズンは好調で、ジャンプ週間で自己最高位の3位になると1月30日のフライングでワールドカップ初優勝、翌日も優勝した。
さらに世界選手権で3個のメダルを獲得した（銀メダル2個、銅メダル1個）。
ワールドカップ総合でアンドレアス・ゴルトベルガー（オーストリア）に次ぐ2位となった。
1994年のスキーフライング世界選手権はワールドカップを兼ねていたがサカラはこれに優勝、公式練習で200mを記録しチェコ選手として初の200mジャンパーとなった。
なおワールドカップ通算4勝のうち3勝はフライングであげたものである。
1996年以降、チェコスキー連盟とのトラブルや彼自身のアルコール依存などのため成績は低迷、しかし2002年に引退するまで毎年得意とするフライングには出場していた。
2008年9月、サカラはパベル・ミケスカ(Pavel Mikeska)が辞めて空席となったチェコの女子ナショナルチームチーフコーチを引き継いだ。